# Dennis Praet
Dennis Praet (ur. 14 maja 1994 w Leuven) – belgijski piłkarz występujący na pozycji pomocnika w angielskim klubie Leicester City oraz w reprezentacji Belgii. Uczestnik Mistrzostw Europy w 2020 roku. 
W swojej karierze grał także w Anderlechcie, Sampdorii oraz Torino.